# Cyrtinus querci
Cyrtinus querci là một loài bọ cánh cứng trong họ Cerambycidae.